# Ошаганди (Джангельдинський район)
Ошаганди́ (каз. Ошағанды) — село у складі Джангельдинського району Костанайської області Казахстану. Входить до складу Кизбельського сільського округу.
Населення — 67 осіб (2021; 99 у 2009, 192 у 1999, 293 у 1989).